# ラディクスエースエンタテインメント
株式会社ラディクスエースエンタテインメント（英: RADIX ACE ENTERTAINMENT Co.,Ltd.）は、かつて存在した日本のアニメ制作会社。株式会社ウェッジホールディングスの完全子会社であった。現在は株式会社ゼロジーが当社のアニメ関連の権利などを取得している。

## 概要
アニメスタジオ「コクピット」からの出向で東映動画（現：東映アニメーション）で演助進行をしていたアニメーション監督・演出家の根岸弘がフリーを経て1991年にアニメイトフィルム企画制作のビデオシリーズ『KO世紀ビースト三獣士』の制作スタッフを集めるために「有限会社ゼロ・G・ルーム」（ゼロ・ジー・ルーム）を創業。1995年に『SMガールズ・セイバーマリオネットR』（ビデオシリーズ）で自社制作を開始した。同年12月、版権管理を目的に「株式会社ラディクス」を設立。翌年、竜の子プロダクション（現：タツノコプロ）のプロデューサーであった植田基生が参加。
2001年には版権管理に加え、制作自体も行うようになったラディクス本体がゼロ・G・ルームを吸収合併し、企画・制作を一貫して行う体制が確立した。
2005年、ブレインナビなどを傘下に持つ持ち株式会社「ウェッジホールディングス」の100%子会社となり、同年9月、「株式会社ラディクスエースエンタテインメント」に商号を変更。2006年10月1日をもってウェッジホールディングス本体に吸収合併され、同日解散した。
子会社の「有限会社ラディクス」は同年12月に「株式会社ラディクス」に登記変更し、2007年2月1日に同一グループ内のモバニメーションと合併。「株式会社ラディクスモバニメーション」へ商号変更した。

## 沿革
- 1991年 - 中野区に有限会社ゼロ・G・ルームを設立（後に練馬区へ移転）。
- 1995年12月6日 - 株式会社ラディクスを設立。英語で「基盤」を意味するのは、後で知ったことである。
- 2005年
  - 7月1日 - ウェッジホールディングスの完全子会社となる。同時に、子会社の「有限会社ラディクス02」を「有限会社ラディクス」に商号変更。
  - 9月30日 - 株式会社ラディクスエースエンタテインメントに商号変更し、千代田区へ移転。
- 2006年
  - 10月1日 - ウェッジホールディングス本体に吸収合併し、解散。
  - 12月 - 有限会社ラディクスを、「株式会社ラディクス」に改組。
- 2007年
  - 2月1日 - 株式会社ラディクスが株式会社モバニメーションと合併し、「株式会社ラディクスモバニメーション」に商号変更。
  - 12月21日 - 根岸弘がウェッジホールディングス取締役を退任。
- 2011年6月2日 - ウェッジホールディングスとは別資本で株式会社ゼロジー設立。根岸弘が取締役に就任。
- 2012年9月1日 - 株式会社ラディクスモバニメーションが持つアニメ関連の権利を、株式会社ゼロジーが全て取得。

## 作品履歴

### テレビアニメ
| 開始年 | 放送期間         | タイトル                                    | 制作スタジオ                        | 監督                        | 原作       | 備考                 |
| ------ | ---------------- | ------------------------------------------- | ----------------------------------- | --------------------------- | ---------- | -------------------- |
| 1997年 | 9月 - 1998年3月  | マスターモスキートン'99                     | ラディクス                          | ねぎしひろし（総）          | オリジナル |                      |
| 1998年 | 4月 - 6月        | 時空転抄ナスカ                              | ラディクス                          | ときたひろこ                | オリジナル |                      |
| 1998年 | 4月 - 9月        | サイレントメビウス                          | ラディクス                          | 殿勝秀樹                    | 漫画       |                      |
| 2000年 | 10月 - 2001年6月 | ベイビーフィリックス                        | ラディクス                          | ねぎしひろし（総）          | オリジナル |                      |
| 2000年 | 10月 - 2001年1月 | 人造人間キカイダー THE ANIMATION            | ラディクス                          | 岡村天斎                    | 漫画       | 共同制作：スタジオOX |
| 2001年 | 4月 - 2002年3月  | 電脳冒険記ウェブダイバー                    | ラディクス                          | ネギシヒロシ（総） 岡嶋国敏 | オリジナル |                      |
| 2001年 | 10月 - 2002年9月 | しあわせソウのオコジョさん                  | ラディクス                          | 山本裕介                    | 漫画       |                      |
| 2002年 | 10月 - 12月      | 灰羽連盟                                    | ラディクス                          | ところともかず              | 同人誌     |                      |
| 2003年 | 4月 - 2004年2月  | ワンダーベビルくん                          | ラディクス                          | 大森貴弘                    | 未発表企画 |                      |
| 2003年 | 7月 - 9月        | ダイバージェンス・イヴ                      | ラディクス                          | ネギシヒロシ（総）          | オリジナル |                      |
| 2004年 | 1月 - 3月        | みさきクロニクル 〜ダイバージェンス・イヴ〜 | ラディクス                          | ネギシヒロシ（総）          | オリジナル |                      |
| 2004年 | 6月 - 9月        | 月は東に日は西に 〜Operation Sanctuary〜    | ラディクス                          | 陣野翔成                    | ゲーム     |                      |
| 2004年 | 6月 - 9月        | Wind -a breath of heart-                    | ラディクス                          | 東郷光宏（総）              | ゲーム     |                      |
| 2005年 | 4月 - 6月        | こみっくパーティーRevolution                | ラディクス                          | 東郷光宏                    | ゲーム     | 第5話 - 第13話       |
| 2005年 | 7月 - 9月        | あかほり外道アワーらぶげ                    | ラディクス                          | まついひとゆき              | オリジナル |                      |
| 2006年 | 1月 - 3月        | LEMON ANGEL PROJECT                         | ラディクスエース エンタテインメント | 千葉大輔                    | オリジナル |                      |
| 2006年 | 4月 - 2007年3月  | 妖逆門 -ばけぎゃもん-                       | ラディクスエース エンタテインメント | ねぎしひろし                | 漫画       |                      |
| 2006年 | 4月 - 9月        | ラブゲッCHU 〜ミラクル声優白書〜            | ラディクスエース エンタテインメント | 東郷光宏                    | ゲーム     |                      |

### OVA
| 発売年 | タイトル                                  | 制作スタジオ                        | 監督               | 原作             | 共同制作           |
| ------ | ----------------------------------------- | ----------------------------------- | ------------------ | ---------------- | ------------------ |
| 1992年 | KO世紀ビースト三獣士                      | ゼロ・G・ルーム                     | ねぎしひろし       | オリジナル       | アニメイトフィルム |
| 1993年 | KO世紀ビースト三獣士II                    | ゼロ・G・ルーム                     | ねぎしひろし       | オリジナル       | アニメイトフィルム |
| 1994年 | BOUNTY DOG/月面のイブ                     | ゼロ・G・ルーム                     | 根岸弘             | オリジナル       | アニメイトフィルム |
| 1995年 | SMガールズ セイバーマリオネットR          | ゼロ・G・ルーム                     | ますなりこうじ     | メディアミックス | アニメイトフィルム |
| 1996年 | マスターモスキートン                      | ゼロ・G・ルーム                     | ねぎしひろし（総） | オリジナル       |                    |
| 1997年 | 超光速グランドール                        | ラディクス                          | 殿勝秀樹           | ゲーム           |                    |
| 1997年 | サクラ大戦 桜華絢爛                       | ラディクス                          | 石山タカ明         | ゲーム           |                    |
| 1999年 | サクラ大戦 轟華絢爛                       | ラディクス                          | 工藤進             | ゲーム           |                    |
| 1999年 | 菜々子解体診書                            | ラディクス                          | ねぎしひろし       | オリジナル       |                    |
| 2001年 | キカイダー01 THE ANIMATION                | ラディクス                          | 元永慶太郎         | 漫画             |                    |
| 2002年 | サクラ大戦 神崎すみれ 引退記念 す・み・れ | ラディクス                          | まついひとゆき     | ゲーム           |                    |
| 2003年 | サクラ大戦 エコール・ド・巴里             | ラディクス                          | まついひとゆき     | ゲーム           |                    |
| 2003年 | サクラ大戦 ル・ヌーヴォー・巴里           | ラディクス                          | 山本裕介           | ゲーム           |                    |
| 2006年 | 蜜×蜜ドロップス                           | ラディクスエース エンタテインメント | 東郷光宏           | 漫画             |                    |

### Webアニメ
| 配信年 | タイトル                      | 制作スタジオ     | 監督         | 原作           | 備考                                 |
| ------ | ----------------------------- | ---------------- | ------------ | -------------- | ------------------------------------ |
| 2003年 | Vie Durant                    | ラディクス       | ネギシヒロシ | オリジナル     | 共同制作：マリン・エンタテインメント |
| 2006年 | くりいむレモン New Generation | モバニメーション | 高橋成世     | アダルトアニメ | 携帯電話向け配信                     |

### 制作協力
| 年     | タイトル                             | 制作元請                                          | 備考                                                 |
| ------ | ------------------------------------ | ------------------------------------------------- | ---------------------------------------------------- |
| 1996年 | クレヨンしんちゃん                   | シンエイ動画                                      | -1997年、各話制作協力                                |
| 1999年 | D4プリンセス                         | 童夢                                              | 各話制作協力                                         |
| 2000年 | NieA_7                               | トライアングルスタッフ                            | 各話制作協力                                         |
| 2001年 | NOIR                                 | ビィートレイン                                    | 各話制作協力                                         |
| 2001年 | チャンス〜トライアングルセッション〜 | マッドハウス                                      | 各話制作協力、担当話数：第12話                       |
| 2001年 | 真ゲッターロボ対ネオゲッターロボ     | ブレインズ・ベース                                | 各話制作協力                                         |
| 2001年 | サクラ大戦 活動写真                  | Production I.G                                    | 原画協力                                             |
| 2002年 | 劇場版∀ガンダムI 地球光              | サンライズ                                        | 動画制作協力                                         |
| 2002年 | .hack//Liminality                    | ビィートレイン                                    | 各話制作協力                                         |
| 2002年 | シャーマンキング                     | XEBEC                                             | 各話制作協力                                         |
| 2004年 | クレヨンしんちゃん                   | シンエイ動画                                      | -2006年、各話制作協力                                |
| 2004年 | 攻殻機動隊 S.A.C. 2nd GIG            | Production I.G                                    | 各話制作協力、担当話数：第6話                        |
| 2004年 | サムライチャンプルー                 | マングローブ                                      | 各話制作協力、担当話数：第22話                       |
| 2004年 | 蒼穹のファフナー                     | XEBEC                                             | 各話制作協力                                         |
| 2004年 | うた∽かた                            | ハルフィルムメーカー                              | 各話制作協力                                         |
| 2004年 | To Heart 〜Remember my Memories〜    | OLM AIC A.S.T.A.                                  | 各話制作協力                                         |
| 2005年 | 巌窟王                               | GONZO                                             | 各話制作協力、担当話数：第14話                       |
| 2005年 | 吟遊黙示録マイネリーベ               | ビィートレイン                                    | 各話制作協力、担当話数：第11話                       |
| 2005年 | 焼きたて!!ジャぱん                   | サンライズ                                        | 各話制作協力、担当話数：第31・36・45・46話           |
| 2005年 | ギャラリーフェイク                   | 東京キッズ                                        | 各話制作協力                                         |
| 2005年 | ゾイドジェネシス                     | 小学館ミュージック&デジタル エンタテイメント      | 撮影協力                                             |
| 2005年 | 強殖装甲ガイバー                     | オー・エル・エム                                  | 各話制作協力、担当話数：第8話                        |
| 2005年 | CLUSTER EDGE                         | サンライズ                                        | 各話制作協力、担当話数：第1話                        |
| 2005年 | ラムネ                               | トライネットエンタテインメント ピクチャーマジック | 制作協力                                             |
| 2005年 | 撲殺天使ドクロちゃん                 | ハルフィルムメーカー                              | 各話制作協力                                         |
| 2006年 | ブレイブ・ストーリー                 | GONZO                                             | 動画制作協力、ラディクスエースエンタテインメント時代 |